# Cleistes parviflora
Cleistes parviflora är en orkidéart som beskrevs av John Lindley. Cleistes parviflora ingår i släktet Cleistes, och familjen orkidéer. Inga underarter finns listade i Catalogue of Life.